# Villa de Ségur
La villa de Ségur est une voie du 7e arrondissement de Paris, en France.

## Situation et accès
La villa de Ségur est une voie publique située dans le 7e arrondissement de Paris. Elle débute au 37, avenue de Ségur et se termine en impasse.

## Origine du nom
Elle porte ce nom car elle est dans le voisinage de l'avenue de Ségur.

## Historique

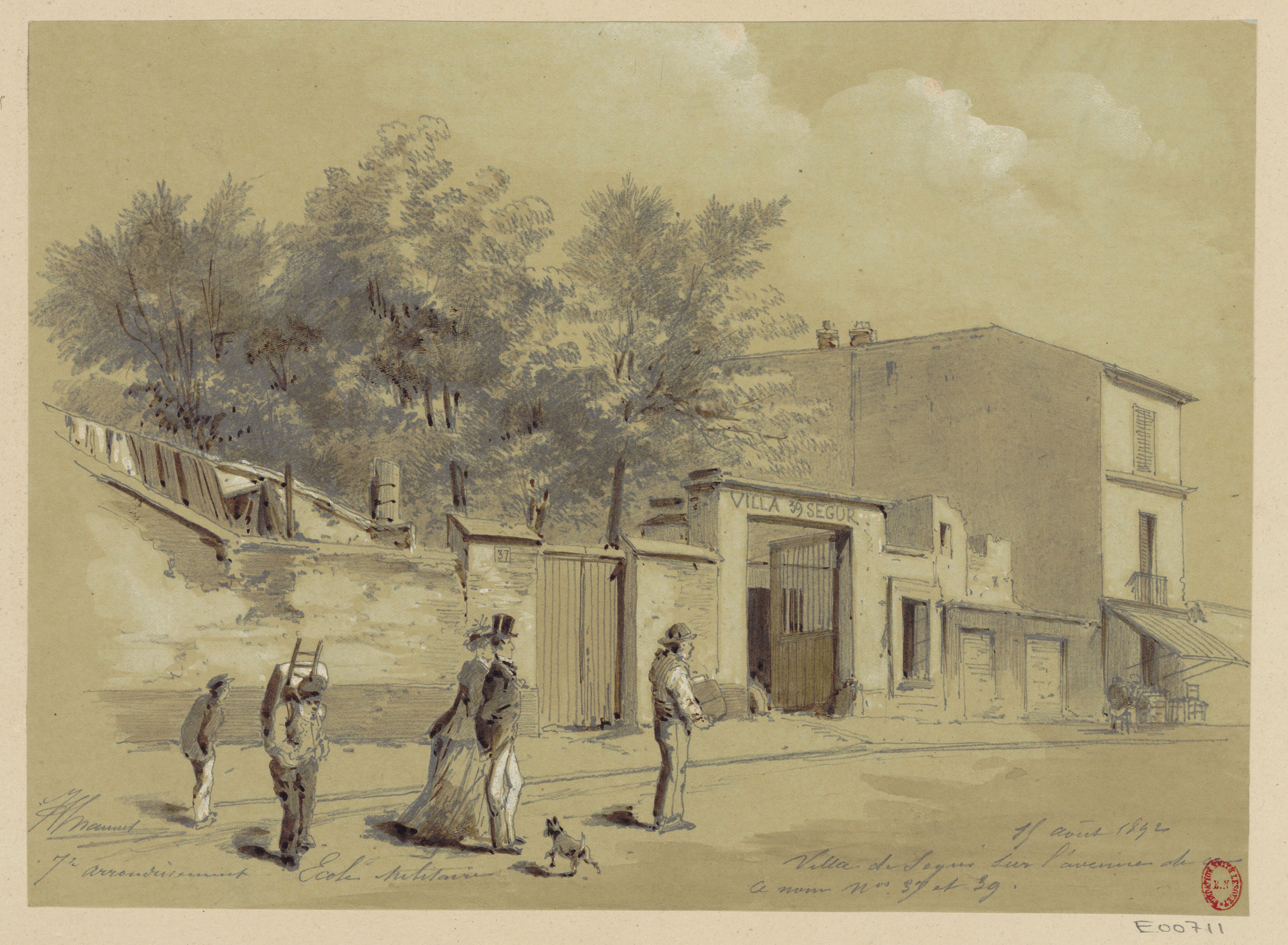
La Villa de Ségur en 1892 (dessin de Jules-Adolphe Chauvet).